# Kopenski hitrostni rekord
Kopenski hitrostni rekord je najhitrejša hitrost, ki jo katerokoli vozilo na kolesih lahko doseže na tleh, v nasprotju z vodnim, zračnim ali na tirih. Uveljavljeno pravilo je, da se hitrost meri na dogovorjeni razdalji, šteje pa povprečna hitrost dveh voženj v obeh smereh proge. Aktualni absolutni rekorder je ThrustSSC, dirkalnik z dvojnim turboreaktivnim motorjem, ki je dosegel hitrost 1228 km/h (763 mph) na progi dolgi eno miljo, pri čemer je prebil zvočni zid. Obstajajo rekordi za posamezne tipe vozil, kot so motocikli, kjer je rekorder Chris Carr z 564.69 km/h (350.884 mph) ali vozila na parni pogon, kjer drži rekord Fred Marriott z 205.45 km/h (127.659 mph). Toda ta seznam vsebuje le absolutne rekorde za vozila s kolesi po tleh, brez uporabe tirov. Nekateri zgodnji rekordi so starejši kot pravilo za merjenje, zato so lahko sporni.
Britanski pilot Andy Green drži kopenski hitrostni rekord rekord za motorno vozilo s 1228 km/h (763 mph) z dirkalnikom Thrust Super Sonic Car. Rekord je bil postavljen v puščavi Black Rock Desert v Nevadi 15. oktobra 1997. Beseda motor v konvencionalnem smislu ne velja za ta dirkalnik, kajti poganjata ga dva reaktivna motorja Rolls Royce, ki skupaj proizvajata potisno silo 440,000 N. Med svojo rekordno vožnjo je Thrust SSC pospešil do 970 km/h (600 mph) v le šestnajstih sekundah, postal pa je tudi prvi dirkalnik, ki je prebil zvočni zid.

## Rekordi po letih

### 1898-1947
| Datum               | Lokacija                           | Dirkač                      | Dirkalnik                                     | Pogon      | Hitrost na 1 km | Hitrost na 1 km | Hitrost na 1 miljo | Hitrost na 1 miljo | Opombe                                 |
| Datum               | Lokacija                           | Dirkač                      | Dirkalnik                                     | Pogon      | mph             | km/h            | mph                | km/h               | Opombe                                 |
| ------------------- | ---------------------------------- | --------------------------- | --------------------------------------------- | ---------- | --------------- | --------------- | ------------------ | ------------------ | -------------------------------------- |
| 18. december 1898   | Acheres, Yvelines, Francija        | Gaston de Chasseloup-Laubat | Jeantaud Duc                                  | Električni | 39.24           | 63.15           |                    |                    |                                        |
| 17. januar 1899     | Acheres, Francija                  | Brandon Kesler              | CGA Dogcart                                   | Električni | 41.42           | 66.66           |                    |                    |                                        |
| 17. januar 1899     | Acheres, Francija                  | Gaston de Chasseloup-Laubat | Jeantaud Duc                                  | Električni | 43.69           | 70.31           |                    |                    |                                        |
| 27. januar 1899     | Acheres, Francija                  | Camille Jenatzy             | CGA Dogcart                                   | Električni | 49.93           | 80.35           |                    |                    |                                        |
| 4. marec 1899       | Acheres, Francija                  | Gaston de Chasseloup-Laubat | Jeantaud Duc Profilée                         | Električni | 57.65           | 92.78           |                    |                    |                                        |
| 29. april 1899      | Acheres, Francija                  | Camille Jenatzy             | CITA No 25, La Jamais Contente                | Električni | 65.79           | 105.88          | —                  | —                  | Prvi prek 100 km/h                     |
| 13. april, 1902     | Nice, France Promenade des Anglais | Leon Serpollet              | Gardner-Serpollet Oeuf de Pâques (Easter Egg) | Parni      | 75.06           | 120.80          |                    |                    |                                        |
| 5. november, 1902   | Ablis, Francija                    | William K. Vanderbilt       | Mors Z Paris-Vienne                           | NI         | 76.08           | 122.44          |                    |                    |                                        |
| 5. november, 1902   | Dourdan, Francija                  | Henri Fournier              | Mors Z Paris-Vienne                           | NI         | 76.60           | 123.28          |                    |                    |                                        |
| 17. november, 1902  | Dourdan, Francija                  | M. Augieres                 | Mors Z Paris-Vienne                           | NI         | 77.13           | 124.13          |                    |                    |                                        |
| 17. julij, 1903     | Ostend, Belgija                    | Arthur Duray                | Gobron Brillié Paris-Madrid                   | NI         | 83.46           | 134.32          |                    |                    |                                        |
| 5. november, 1903   | Dourdan, Francija                  | Arthur Duray                | Gobron Brillié Paris-Madrid                   | NI         | 84.73           | 136.36          |                    |                    |                                        |
| 12. januar, 1904    | Lake St. Clair, ZDA                | Henry Ford                  | Ford Arrow                                    | NI         | —               | —               | 91.37              | 147.05             | Na zamrznjenem jezeru                  |
| 31. marec, 1904     | Nica, Francija                     | Arthur Duray                | Gobron Brillié Paris-Madrid                   | NI         | 88.76           | 142.85          |                    |                    |                                        |
| 31. marec, 1904     | Nica, Francija                     | Louis Rigolly               | Gobron Brillié Paris-Madrid                   | NI         | 94.78           | 152.53          |                    |                    |                                        |
| 25. maj, 1904       | Ostend, Belgija                    | Pierre de Caters            | DMG Mercedes Simplex 90                       | NI         | 97.25           | 156.50          |                    |                    |                                        |
| 21. julij, 1904     | Ostend, Belgija                    | Louis Rigolly               | Gobron Brillié Gordon Bennett Cup             | NI         | 103.56          | 166.66          |                    |                    | Prvi prek 100 mph                      |
| 13. november, 1904  | Ostend, Belgija                    | Paul Baras                  | Darracq Gordon Bennett                        | NI         | 104.53          | 168.22          |                    |                    |                                        |
| 24. januar, 1905    | Daytona Beach, ZDA                 | Arthur MacDonald            | Napier 6                                      | NI         | 104.65          | 168.42          |                    |                    |                                        |
| 30. december, 1905  | Arles, Francija                    | Victor Hémery               | Darracq V8 Special                            | NI         | 109.65          | 175.44          |                    |                    |                                        |
| 26. januar, 1906    | Ormond Beach, ZDA                  | Fred Marriott               | Stanley Rocket Racer                          | Parni      | 127.66          | 205.44          |                    |                    | Prvi prek 200 km/h                     |
| 24. januar, 1907    | Ormond Beach, Florida              | Glenn Curtiss               | Curtiss V8 40 hp (30 kW) motorcycle           | NI         | —               | —               | 136.27             | 219.31             | Motociklistični rekord, stal 30 let    |
| 6. november, 1909   | Brooklands, Združeno Kraljestvo    | Victor Hémery               | 200 hp (150 kW) Benz No 1                     | NI         | 125.94          | 202.68          | 115.93             | 186.57             |                                        |
| 24. junij, 1914     | Brooklands, Združeno Kraljestvo    | L. G. Hornstead             | 200 hp (150 kW) Benz No 3                     | NI         | —               | —               | 124.09             | 199.70             | Prvi dvosmerni rekord                  |
| 12. februar, 1919   | Daytona Beach, ZDA                 | Ralph DePalma               | Packard 905                                   | NI         | 149.875         | 241.200         | —                  | —                  | Priznan v ZDA, toda ne od AIACR        |
| 17. maj, 1922       | Brooklands, Združeno Kraljestvo    | Kenelm Lee Guinness         | 350 hp (260 kW) Sunbeam                       | NI         | 133.70          | 215.17          | 129.17             | 207.88             | Zadnji rekord na zaprti progi          |
| 6. julij, 1924      | Arpajon,Francija                   | René Thomas                 | Delage La Torpille                            | NI         | 143.21          | 230.47          | 143.31             | 230.64             |                                        |
| 12. julij, 1924     | Arpajon, Francija                  | Ernest A. D. Eldridge       | FIAT Special Mephistopeles II                 | NI         | 146.01          | 234.98          | 145.89             | 234.79             | Zadnji rekord za javnih cestah         |
| 25. september, 1924 | Pendine Sands, Wales               | Malcolm Campbell            | 350 hp (260 kW) Sunbeam Blue Bird             | NI         | 146.15          | 235.21          | 146.16             | 235.22             |                                        |
| 21. julij, 1925     | Pendine Sands, Wales               | Malcolm Campbell            | 350 hp (260 kW) Sunbeam Blue Bird             | NI         | 150.86          | 242.79          | 150.76             | 242.62             |                                        |
| 21. marec, 1926     | Southport, Združeno Kraljestvo     | Henry Segrave               | 4 Litre Sunbeam Ladybird                      | NI         | 152.30          | 245.10          | 149.32             | 240.31             |                                        |
| 2. marec, 1927      | Pendine Sands, Wales               | J.G. Parry-Thomas           | Higham-Thomas Special Babs                    | NI         | 169.29          | 272.45          | 168.07             | 270.48             |                                        |
| 3. marec, 1927      | Pendine Sands, Wales               | J.G. Parry-Thomas           | Babs                                          | NI         | 171.01          | 273.60          | 170.62             | 274.59             | Smrtna nesreča ob koncu                |
| 4. februar, 1927    | Pendine Sands, Wales               | Malcolm Campbell            | Campbell-Napier Blue Bird                     | NI         | 174.88          | 281.44          | 174.22             | 280.38             | Zadnji rekord v Evropi                 |
| 29. marec, 1927     | Daytona Beach, ZDA                 | Henry Segrave               | 1000 hp (750 kW) Sunbeam 1000 hp Slug         | NI         | 202.98          | 326.66          | 203.79             | 327.97             |                                        |
| 19. februar, 1928   | Daytona Beach, ZDA                 | Malcolm Campbell            | Campbell-Napier Blue Bird                     | NI         | —               | —               | 206.95             | 333.05             |                                        |
| 22. april, 1928     | Daytona Beach, ZDA                 | Ray Keech                   | White Triplex Spirit of Elkdom                | NI         | —               | —               | 207.55             | 334.02             |                                        |
| 11. marec, 1929     | Daytona Beach, ZDA                 | Henry Segrave               | Irving-Napier Golden Arrow                    | NI         | 231.56          | 372.66          | 231.36             | 372.34             | Golden Arrow je zadnjič dirkal         |
| 5. februar, 1931    | Daytona Beach, ZDA                 | Malcolm Campbell            | Campbell Napier Railton Blue Bird             | NI         | 246.08          | 396.03          | 245.73             | 395.46             |                                        |
| 24. februar, 1932   | Daytona Beach, ZDA                 | Malcolm Campbell            | Campbell Napier Railton Blue Bird             | NI         | 251.34          | 404.49          | 253.96             | 408.71             |                                        |
| 22. februar, 1933   | Daytona Beach, ZDA                 | Malcolm Campbell            | Campbell Rolls-Royce Railton Blue Bird        | NI         | 272.46          | 438.48          | 272.10             | 437.90             |                                        |
| 7. marec, 1935      | Daytona Beach, ZDA                 | Malcolm Campbell            | Campbell Rolls-Royce Railton Blue Bird        | NI         | 276.16          | 444.44          | 276.71             | 445.32             | Zadnji rekord na plaži                 |
| 3. september, 1935  | Bonneville Salt Flats, ZDA         | Malcolm Campbell            | Campbell Rolls-Royce Railton Blue Bird        | NI         | —               | —               | 301.129            | 484.620            |                                        |
| 19. november, 1937  | Bonneville Salt Flats, ZDA         | George E. T. Eyston         | Thunderbolt                                   | NI         | 312.00          | 502.11          | 311.41             | 501.17             |                                        |
| 27. avgust, 1938    | Bonneville Salt Flats, ZDA         | George E. T. Eyston         | Thunderbolt                                   | NI         | 345.20          | 555.55          | 345.48             | 556.00             |                                        |
| 15. september, 1938 | Bonneville Salt Flats, ZDA         | John Cobb                   | Railton Special                               | NI         | 350.06          | 563.37          | 350.19             | 563.58             |                                        |
| 16. september, 1938 | Bonneville Salt Flats, ZDA         | George E. T. Eyston         | Thunderbolt                                   | NI         | 357.33          | 575.07          | 357.49             | 575.32             |                                        |
| 23. avgust, 1939    | Bonneville Salt Flats, ZDA         | John Cobb                   | Railton Special                               | NI         | 369.74          | 595.04          | 367.91             | 592.09             |                                        |
| 16. september, 1947 | Bonneville Salt Flats, ZDA         | John Cobb                   | Railton Mobil Special                         | NI         | 393.82          | 633.79          | 394.19             | 634.39             | Prvi enosmerni prek 640 km/h (400 mph) |

### 1963-1970
| Datum              | Lokacija                   | Dirkač          | Dirkalnik                   | Pogon            | Hitrost na 1 km | Hitrost na 1 km | Hitrost na 1 miljo | Hitrost na 1 miljo | Opombe                             |
| Datum              | Lokacija                   | Dirkač          | Dirkalnik                   | Pogon            | mph             | km/h            | mph                | km/h               | Opombe                             |
| ------------------ | -------------------------- | --------------- | --------------------------- | ---------------- | --------------- | --------------- | ------------------ | ------------------ | ---------------------------------- |
| 5. september, 1963 | Bonneville Salt Flats, ZDA | Craig Breedlove | Spirit of America           | Turboreaktivni   | 408.312         | 657.114         | 407.447            | 655.722            | Potrdila FIM, ker je imel 3 kolesa |
| 17. julij, 1964    | Eyrovo jezero, Avstralija  | Donald Campbell | Bluebird CN7                | Turbopropelerski | —               | —               | 403.10             | 644.96             |                                    |
| 5. oktober, 1964   | Bonneville Salt Flats, ZDA | Tom Green       | Wingfoot Express            | Turboreaktivni   | 415.093         | 668.027         | 413.199            | 664.979            |                                    |
| 7. oktober, 1964   | Bonneville Salt Flats, ZDA | Art Arfons      | The Green Monster           | Turboreaktivni   | 434.356         | 699.028         | 434.022            | 698.490            |                                    |
| 13. oktober, 1964  | Bonneville Salt Flats, ZDA | Craig Breedlove | Spirit of America           | Turboreaktivni   | —               | —               | 468.719            | 754.330            |                                    |
| 15. oktober, 1964  | Bonneville Salt Flats, ZDA | Craig Breedlove | Spirit of America           | Turboreaktivni   | —               | —               | 526.277            | 846.861            |                                    |
| 27. oktober, 1964  | Bonneville Salt Flats, ZDA | Art Arfons      | The Green Monster           | Turboreaktivni   | 544.134         | 875.699         | 536.710            | 863.791            |                                    |
| 2. november, 1965  | Bonneville Salt Flats, ZDA | Craig Breedlove | Spirit of America - Sonic 1 | Turboreaktivni   | 555.485         | 893.966         | 555.485            | 893.966            |                                    |
| 7. november, 1965  | Bonneville Salt Flats, ZDA | Art Arfons      | The Green Monster           | Turboreaktivni   | 572.546         | 921.423         | 576.553            | 927.872            |                                    |
| 13. november, 1965 | Bonneville Salt Flats, ZDA | Bob Summers     | Goldenrod                   | NI               | —               | —               | 409.277            | 658.526            | Zadnji rekord s klasičnim motorjem |
| 15. november, 1965 | Bonneville Salt Flats, ZDA | Craig Breedlove | Spirit of America - Sonic 1 | Turboreaktivni   | 600.842         | 966.961         | 600.601            | 966.574            |                                    |
| 23. oktober, 1970  | Bonneville Salt Flats, ZDA | Gary Gabelich   | Blue Flame                  | Raketni          | 630.389         | 1014.52         | 622.407            | 1001.67            | Prvi prek 1000 km/h, stal 13 let   |

### 1983-2007
| Datum               | Lokacija               | Dirkač        | Dirkalnik | Pogon          | Hitrost na 1 km | Hitrost na 1 km | Hitrost na 1 miljo | Hitrost na 1 miljo | Opombe                              |
| Datum               | Lokacija               | Dirkač        | Dirkalnik | Pogon          | mph             | km/h            | mph                | km/h               | Opombe                              |
| ------------------- | ---------------------- | ------------- | --------- | -------------- | --------------- | --------------- | ------------------ | ------------------ | ----------------------------------- |
| 4. oktober, 1983    | Black Rock Desert, ZDA | Richard Noble | Thrust2   | Turboreaktivni | —               | —               | 633.468            | 1019.47            | Rekord stal 13 let                  |
| 25. september, 1997 | Black Rock Desert, ZDA | Andy Green    | ThrustSSC | Turbofan       | 760.343         | 1223.65         | 763.035            | 1227.99            | Prvi nadzvočni rekord (1.016 Macha) |